# 茨城県立水戸高等特別支援学校
茨城県立水戸高等特別支援学校（いばらきけんりつ みとこうとうとくべつしえんがっこう）は、茨城県水戸市下大野町にある公立特別支援学校。茨城県で唯一高等部のみを設置する特別支援学校である。

## 概要
茨城県立水戸高等特別支援学校は、軽度の知的障害者に対し企業就職を前提とした職業教育を行うため1999年4月に開校した。
茨城県では唯一の高等部単独設置の特別支援学校であり、企業就職のための教育を行う産業科が設置されている。
その他の特色としては、集団生活の適応や基本的生活習慣を身につけることを目的として1学年時に全員が寄宿舎に入舎することが挙げられる。

## 設置学科
- 高等部
  - 産業科

## 校訓
- 協力・健康・感性・自律

## 部活動
全員加入制となっている。
運動部
- サッカー部
- ソフトボール部
- バスケットボール部（男女）
- バレーボール部（男女）
- 陸上競技部
- 硬式テニス部
- 卓球部（男女）

文化部
- 美術部
- 音楽部
- 写真部
- 書道部

## 寄宿舎
1年時は全員入舎となる。2年以降は通学距離や時間を考慮して決められる。

## 年間行事
- 4月 - 入学式・入舎式

　　　　 修学旅行(アジア方面)
- 5月 - 歩く会（30km）・現場実習（3年）校内実習（1・2年）
- 6月 - 現場実習（2年）・デュアル実習（1年)
- 7月 - みずき寮夕涼み会・合唱クラスマッチ
- 9月 - スポーツクラスマッチ・現場実習（3年）
- 10月 - 宿泊学習（2年）・現場実習（1年）・みずき寮グループ別食事会
- 11月 - 現場実習（2年）・校内実習（1年）光陽祭
- 12月 - マラソン大会・みずき寮EnjoyPartyスピーチ・群読発表会
- 2月 - 3年生を送る会・卒業遠足（3年）・みずき寮お別れ会
- 3月 - 卒業式・退舎式